# Тюлькубаська селищна адміністрація
Тюлькуба́ська селищна адміністрація (каз. Түлкібас кенттік әкімдігі, рос. Тюлькубасская поселковая администрация) — адміністративна одиниця у складі Тюлькубаського району Туркестанської області Казахстану. Адміністративний центр — селище Тюлькубас.
Населення — 11634 особи (2021; 11596 у 2009, 10217 у 1999, 10505 у 1989).
Станом на 1989 рік існувала Тюлькубаська селищна рада (смт Тюлькубас), село Коктерек перебувало у складі Корниловської сільської ради, село Раєвка — у складі Ванновської сільської ради. 1997 року до складу Тюлькубаського селищного округу було передано село Ірсу Ванновського сільського округу та частина села Другий Тюлькубас Кемербастауського сільського округу.

## Склад
До складу округу входять такі населені пункти:
| Населений пункт   | Колишні назви | Населення, осіб (1989) | Населення, осіб (1999) | Населення, осіб (2009) | Населення, осіб (2021) |
| ----------------- | ------------- | ---------------------- | ---------------------- | ---------------------- | ---------------------- |
| Ірсу, село        | Раєвка        | 207                    | 212                    | 148                    | 64                     |
| Коктерек, село    | -             | 501                    | 506                    | 646                    | 573                    |
| --Акбура, село    | Казарма       | -                      | -                      | -                      | 24                     |
| Тюлькубас, селище | -             | 9797                   | 9499                   | 10802                  | 10973                  |